# 秦皇锦蛇
秦皇锦蛇（学名：Elaphe xiphodonta），一种发现于中国陕西省宁陕县秦岭地区发现的爬行动物，隶属于游蛇科锦蛇属。其中文名取自秦朝的建立者、第一位统一中国的秦始皇的称号，其拉丁学名意为“刃齿”，因其具有独特的刀刃状的上颌齿和齿骨齿（下颌齿）。

## 形态特征
秦皇锦蛇体型中等，模式标本为成年雌性体长（SVL）785毫米；背鳞21-21-17行，中间11行具棱；上唇鳞8（3-2-3）或7（2-2-3），右侧的第3、4枚和左侧的第4、5枚入眶；，下唇鳞9或10枚；腹鳞202～204；尾下鳞67～68对；颊鳞1，不入眶，不接鼻间鳞；眶前鳞2枚（包含1枚眶前下鳞），眶后鳞2；前颞鳞2，后颞鳞3；肛鳞二分；上颌齿9+2，齿骨齿（下颌齿）12；上颌齿和齿骨齿后缘膨出，呈锋利的切割刃状；头背黄色，头颈具三道明显的斑纹；上唇鳞具有一明显的黑色唇斑；体尾背面底色为黄色，躯干有46～49个具黑边的红褐色圆斑，尾部具有12-19个相似颜色的圆斑；身体腹面黄色，具不规则的黑色斑点，腹鳞中部散布一些不规则的小红点。

## 保护
本种于2023年被收录入《有重要生态、科学、社会价值的陆生野生动物名录》。